# Такатори
Такатори (яп. 高取町 Такатори-тё:) — посёлок в Японии, находящийся в уезде Такаити префектуры Нара. Площадь посёлка составляет 25,77 км², население — 7270 человек (1 августа 2014), плотность населения — 282,11 чел./км².

## Географическое положение
Посёлок расположен на острове Хонсю в префектуре Нара региона Кинки. С ним граничат города Касихара, Госе, посёлки Оёдо, Ёсино и село Асука.

## Население
Население посёлка составляет 7270 человек (1 августа 2014), а плотность — 282,11 чел./км². Изменение численности населения с 1980 по 2005 годы:
| 1980 | 8909 чел. |  |
| 1985 | 9042 чел. |  |
| 1990 | 8831 чел. |  |
| 1995 | 8388 чел. |  |
| 2000 | 8153 чел. |  |
| 2005 | 7914 чел. |  |